# Kanasiragi
Kanasiragi (ros. Канасираги) – wieś w Rosji, w Dagestanie, w rejonie siergokalińskim. W 2010 liczyła 731 mieszkańców, głównie Dargijczyków.